# Филип I (Насау-Идщайн)
Вижте пояснителната страница за други личности с името Филип I.
Филип I фон Насау-Висбаден-Идщайн (на немски: Philipp II von Nassau-Wiesbaden-Idstein; * 26 април 1490, Кьолн; † 6 юни 1558, Идщайн) е от 1511 г. граф на Насау-Висбаден-Идщайн.

## Живот
Той е син на граф Адолф III фон Насау-Висбаден-Идщайн (1443 – 1511) и съпругата му Маргарета фон Ханау-Лихтенберг (1463–1504), дъщеря на граф Филип I фон Ханау-Лихтенберг и Анна фон Лихтенберг. По-малък брат е на Мария Маргарета (1487 – 1548), омъжена 1501 г. за граф Лудвиг I фон Насау-Вайлбург († 28 май 1523) и на Анна (1490 – 1550), омъжена за граф Хайнрих XXI фон Шварцбург-Бланкенбург († 1526).
Филип I се сгодява през 1501 г. за Отилия фон Насау-Саарбрюкен. Той остава католик. Той ослепява почти напълно

## Фамилия
Филип I се жени през 1514 г. за Адриана де Глимес (* 1495; † 27 април 1524), дъщеря на Жан III де Глимес, господар на Берген оп Зоом (1452 – 1532). Те имат децата:
- Катарина (1515 – 1540), омъжена на 30 август 1538 г. за Йохан II фон Хоенфелс († 1573)
- Филип II (1516 – 1566), граф на Насау-Висбаден-Идщайн (1558 – 1566)
- Маргарета (ок. 1517 – 1596)
- Адолф IV (1518 – 1556), граф на Насау-Висбаден-Идщайн, женен на 19 април 1543 г. за Франсоаз де Люксембург (Франциска Люксембургска), наследничка на Руси и Питинген (ок. 1475 – 1566), дъщеря на граф Карл I Люксембургски, вдовица на маркграф Бернхард III фон Баден-Баден (1474 – 1536)
- Анна (1520 – 1594)
- Балтазар (1520 – 1568), граф на Насау-Висбаден-Идщайн (1566 – 1568), женен за графиня Маргарета фон Изенбург-Бирщайн (1542 – 1613), дъщеря на граф Райнхард фон Изенбург-Бюдинген-Бирщайн и графиня Елизабет фон Валдек-Вилдунген